# Grallaria przewalskii
El tororoí o tororoi rojizo (Grallaria przewalskii), también denominado chululú rojizo, es una especie de ave paseriforme perteneciente al numeroso género Grallaria  de la familia Grallariidae, anteriormente incluido en Formicariidae. Es endémico de Perú.

## Distribución y hábitat
Se distribuye por la vertiente oriental de los Andes centrales del norte de Perú (Amazonas hasta el este de La Libertad).
No es incomún en el suelo o cerca de él, en hábitats de bordes de bosques montanos y bosques secundarios entre los 2000 y 2750 m s. n. m. de altitud. Está amenazada en grado vulnerable, por pérdida de hábitat.